# Quint Essenz 1 – Basstards Gastparts
Quint Essenz 1 – Basstards Gastparts ist eine Kompilation des deutschen Rappers MC Basstard. Sie erschien am 9. Oktober 2009 über Horrorkore Entertainment und Distributionz. Der Vertrieb erfolgt über Soulfood. Quint Essenz 1 – Basstards Gastparts enthält eine Zusammenstellung von Kollaborationen des Rappers mit anderen Hip-Hop-Musikern, die bereits auf deren Alben veröffentlicht wurden. Darüber hinaus sind auf der Veröffentlichung die exklusiven Stücke Deutsche Waffen, Keine Killer und Zungenpiercing sowie ein Hidden Track zu hören, der als „geheimer, bisher unveröffentlichter Kulthit von 2001“ charakterisiert wird.

## Titelliste
1. B.A.S.S.T.A.R.D. – 3:28
2. Alle sind schlecht (feat. MC Bogy und Beccy) – 3:12
3. Kettensägen-Rap (feat. Kaisa) – 2:00
4. Jeder liebt sein Viertel (feat. Aci K., Schlafwandler, Sicc, Frauenarzt, Sady K., Jope und Machtwort) – 5:19
5. Wild West Berlin 2 (feat. Vapeilas und Bass Crew) – 4:20
6. Pakt der Wölfe (feat. 4.9.0 Friedhof Chiller) – 4:26
7. Eigene Welt (feat. Uzi und Blokkmonsta) – 6:19
8. Das Recht der ersten Nacht (feat. King Orgasmus One und Goretex) – 2:50
9. Nur noch Gott (feat. Dissput) – 3:14
10. Kann nicht sterben (feat. Sicc, Das Biest und Schlafwandler) – 5:39
11. Gefährliche Poeten (feat. Bass Crew) – 4:00
12. Schwere Ketten (feat. Massiv und Megaloh) – 5:02
13. Immer Weiter (feat. Schlafwandler, O.G.P. und Sez1) – 4:28
14. Ghetto Hit (feat. Kaisa und Woroc) – 2:46
15. Horrorkore (feat. Massiv) – 2:39
16. Krieg Mit Uns 2007 – 2:55
17. Deutsche Waffen (feat. Medizin Mann) – 3:02
18. Keine Killer (feat. Dämon und Massiv) – 3:48
19. Zungenpiercing (feat. Adden und Medizin Mann) (inklusive Hidden-Track) – 10:12

## Produktion
Die Lieder des Albums wurden von den Hip-Hop-Musikern Barret Beats, DJ Korx, Flash Gordon, Jayson, KD-Supier, Mach One, Raiden, SDBY, Skome, Voodoo und Woroc produziert. Dabei wurden die Melodien zu Deutsche Waffen und Zungenpiercing von Barret Beats, Jeder liebt sein Viertel, Pakt der Wölfe und Krieg Mit Uns 2007 von DJ Korx, Kettensägen-Rap von Flash Gordon, B.A.S.S.T.A.R.D. von Jayson und Schwere Ketten von KD-Supier beigesteuert. Die Stücke Alle sind schlecht und Wild West Berlin 2 wurden vom Berliner Mach One produziert. Für die musikalische Untermalung der Lieder Eigene Welt und Kann nicht sterben war SDBY, für Keine Killer war Skome und für Das Recht der ersten Nacht war Raiden verantwortlich. Des Weiteren produzierte Voodoo den Song Immer Weiter und Woroc die Stücke Nur noch Gott, Ghetto Hit und Horrorkore.

## Vermarktung
Das ursprünglich auf dem Sampler Distributionz Sampler Nr. 1 erschienene Lied B.A.S.S.T.A.R.D. wurde als Video umgesetzt. Dieses entstand unter der Regie von Jayo. Jayo war im Zuge der Produktion auch für die Kamera- und Schnitt-Arbeit zuständig. Smerli Graphics übernahm die Grafik für das Musikvideo.

## Kritik
Das deutsche Hip-Hop-Magazin Juice bezeichnete Quint Essenz 1 – Basstards Gastparts als „abwechslungsreiche Mischung gelungener Tracks“. Diese seien jedoch den Anhängern des Rappers „schon längst bekannt“. Dementsprechend werden die exklusiven Lieder in der Kritik hervorgehoben. Das Stück Keine Killer zeige etwa deutlich, „wie sehr sich Massiv in den letzten Jahren“ gesteigert habe. Zungenpiercing wirke aufgrund seiner Thematik „reichlich fehl am Platz“. Die Kompilation werde durch einen „antiquierten“ Hidden-Track abgerundet. Auf diesem sei überraschenderweise Justus Jonas vertreten. Zusammengefasst können aus Sicht der Juice „angehende Basstard-Fans“ mit Quint Essenz 1 – Basstards Gastparts „nichts falsch machen“.